# New Mexico Junior College
Il New Mexico Junior College è un college americano, situato a 5 miglia (8 km) a nord della cittadina di Hobbs, Nuovo Messico, situato nel angolo a Sud/Est del suddetto stato.  L'NMJC vanta varie squadra sportive militanti nella division WJCAC, del campionato NJCAA. I Thunderbirds, così chiamati gli atleti di questo college, gareggiano nelle seguenti discipline: pallacanestro, baseball, rodeo, golf, e atletica leggera.

## Sport

### Pallacanestro
Il New Mexico Junior College milita sia nel campionato maschile sia in quello femminile di pallacanestro, e vanta rispettivamente di sette e tre titoli nazionali vinti nel campionato di appartenenza.

#### Roster Maschile
Il roster dei Thunderbirds è composto da 3 giocatori sophmore e 9 freshman, per un totale di 12 giocatori di cui 9 con borsa di studio.

#### Roster Femminile
Le Lady T-Birds sono composte da 9 giocatrici, di cui 3 sophmore e 6 freshman, di queste nove, sette vantano di una borsa di studio.